# (4804) Pasteur
(4804) Pasteur es un asteroide perteneciente al cinturón de asteroides, descubierto el 2 de diciembre de 1989 por Eric Walter Elst desde el Observatorio de La Silla, Chile.

## Designación y nombre
Designado provisionalmente como 1989 XC1. Fue nombrado Pasteur en honor al químico y microbiólogo francés Louis Pasteur, quien demostró que la fermentación y las enfermedades son causadas por microorganismos. Su invención del principio de la inmunización se aplicó con éxito por primera vez contra la rabia en el año 1885. En el año 1888 el célebre Instituto Pasteur se estableció en París, y el proceso de pasteurización se hizo mundialmente famoso.

## Características orbitales
Pasteur está situado a una distancia media del Sol de 2,690 ua, pudiendo alejarse hasta 3,008 ua y acercarse hasta 2,373 ua. Su excentricidad es 0,117 y la inclinación orbital 8,629 grados. Emplea 1612 días en completar una órbita alrededor del Sol.

## Características físicas
La magnitud absoluta de Pasteur es 12. Tiene 15,427 km de diámetro y su albedo se estima en 0,129. Está asignado al tipo espectral C según la clasificación SMASSII.